# Фильо, Освалдо
Освалдо Лоуренсо Фильо (порт.-браз. Osvaldo Lourenço Filho; род. 11 апреля 1987, Форталеза) — бразильский футболист, нападающий клуба «Витория Салвадор».

## Карьера
На профессиональном уровне Освалдо стал играть в 2006 году за «Форталезу».
24 января 2012 года, после удачного года игры за «Сеару», Освалдо подписал контракт с «Сан-Паулу». «Трёхцветные» заплатил около пяти миллионов бразильских реалов эмиратскому клубу «Аль-Ахли Дубай» за 50 % прав на игрока.
После успешного старта в команде, во второй половине 2013 года наступил спад в результативности форварда, клуб решил обменять Освалдо на игрока клуба «Флуминенсе» Вагнера (без согласия футболиста «Сан-Паулу»). Тем не менее, в начале 2014 года Освалдо набрал форму и отличился в некоторых важных играх — например, в первой игре 2014 года «Копа ду Бразил», забив ССА Масейо. В свою очередь клуб отказался от некоторых выгодных приложений, таких как «Касима Антлерс».
В сезоне 2014/15 выступал в Саудовской Аравии за клуб «Аль-Ахли» (Джидда), после чего вернулся в Бразилию. Играл за «Флуминенсе», «Спорт Ресифи» и «Форталезу». После непродолжительного периода выступлений за тайский «Бурирам Юнайтед» с 2019 года вновь играет за «Форталезу».

## Титулы и достижения
- Чемпион штата Сеара (6): 2007, 2008, 2011, 2019, 2020, 2021
- Чемпион штата Пиауи (1): 2007
- Чемпион Примейра-лиги Бразилии (1): 2016
- Чемпион ОАЭ (1): 2008/09
- Обладатель Кубка наследного принца Саудовской Аравии (1): 2014/15
- Чемпион Таиланда (1): 2018
- Обладатель Южноамериканского кубка (1): 2012